# Setebos
Setebos (također Uran XIX) je prirodni satelit planeta Uran, iz grupe vanjskih nepravilnih satelita, s oko 48 kilometara u promjeru i orbitalnim periodom od 2225.21 dana.